# Убиства Срба у Сиску
Убиства Срба у Сиску или Случај Сисак представља низ ратних злочина током рата у Хрватској у Сиску и околини које је Република Хрватска избегавала да процесуира. У оквиру ратних злочина који су се тада догодили страдало је 611 цивила углавном српске националности. Од тог броја 595 убијених је српске националности, затим 14 Хрвата и 2 Бошњака. Од укупног броја страдалих 120 је жена.

## Ратни злочин
Већ у лето и јесен 1991, а посебно од септембра након што је ЈНА заузела Петрињу, а тамошње хрватско становништво избегло према Сиску и Загребу, већи број грађана Сиска углавном српске националности одвођен је из својих кућа и са посла и нестајао. Неки од њих касније су нађени мртви. Град је у то време био на првој линији фронта, под сталним знаком опште опасности и изложен минобацачким нападима, па је у њему владала несигурност, а део јавних служби није функционисао. Део Срба већ је раније отишао родбини на Банију или у Босну и Херцеговину, део у западне земље, а део је остао у граду. Неки су се придружили и Збору народне гарде. Док је део грађана хрватске националности у Сиску настојао наставити са заједничким животом у национално измешаном граду, групе наоружаних особа, неки мисле и уз подршку утицајних лица из полиције или власти, застрашивале су сисачке Србе. Тако је било паљења локала чији су власници били Срби, 1992. бачена је ручна бомба пред православну цркву Св. Петке и парохијски дом, а већи број људи нестао је или је убијен.

### Број страдалих
Опширан списак од 611 жртава садржан је у казненој пријави од 25. априла 2007, коју је Заједница Срба у Хрватској поднела против тадашњег политичког врха Хрватске на челу са Грегурићем, као и утицајних лица из Сиска (Ђуро Бродарац). Они се терете да су били упознати или су сами сарађивали у догађајима из 1991. и 1992, када су грађани српске националности одвођени, злостављани, мучени и убијани на локацијама: „Барутана“, „ОРА“ и „Јодно“ (бивше лечилиште). На том је списку 611 жртава. Убијени су из села: Блињски Кут, Кињачка Горња и Доња, Блињска Греда, Бестрма, Трњани, Чакале и Брђани. 
Списак са именима несталих и убијених, њих 116, објавила је Хрватска љевица, где се каже да су у списак „Унесене особе чији су лешеви нађени, или су покопани на сисачком и сеоским гробљима и које су уведене у матичне књиге умрлих“, као и да се „истинитост тврдњи да су биле изложене тортури, измасакриране, да имају прострелне ране можда још увек може проверити путем ексхумација и обдукција“. Исти лист наводи да постоје пријаве чланова породица о више стотина несталих, али и да има и оних који тај списак стављају под знак питања. 25. јула 2007. државно тужилаштво у Сиску одбацило је казнену пријаву против чланова владе из 1991. (7 лица) уз следеће образложење: „Из документације и свих других података... произлази како је Влада Републике Хрватске, а самим тиме и чланови Владе, у оквиру својих овлашћења предузела потребне мере да би се могући злочини спречили и санкционисали.“ Државно тужилаштво још није донело одлуку по казненој пријави против лица са подручја Сиска. Државно тужилаштво Хрватске (Државно одвјетништво) располагало је 2006. подацима о 35 убијених.

## Кривци
Према неким новинским изворима, за те су догађаје знали Фрањо Туђман, Јосип Манолић и Фрањо Грегурић.
У недељнику Национал објављен је још 1999. текст у којем су представљени материјали о нестанку Срба, које је Националу предао Стјепан Комарац, председник грађанског одбора за повратак Сисачко-мословачке жупаније. У тим документима се за масовне ликвидације Срба оптужују Јосип Брајковић, Иван Бобетко и Ђуро Бродарац. Један од сведока Златко Диздаревић тврди да су припадници Сивих вукова ликвидирали Србе у јодном лечилишту. Били су то манијаци, бивши легионари, који би резали Србима уши и низали их у котловници. Касније би ликвидирали Србе. Ови материјали нису још добили своју судску потврду.
За неколико убистава полиција Хрватске покренула је већ и раније истражне радње.